# Cleveland-Gletscher
Der Cleveland-Gletscher ist ein 3 km breiter Gletscher im ostantarktischen Viktorialand. Er fließt vom Mount Morrison und Mount Brøgger in ostsüdöstlicher Richtung zum Mackay-Gletscher, den er unmittelbar westlich des Mount Marston erreicht.
Entdeckt wurde er von Teilnehmern der britischen Terra-Nova-Expedition (1910–1913). Frank Debenham, Geologe der Expedition, benannte ihn nach dem Mädchennamen seiner Mutter Edith (1851–1935).